# Dimos Kaisariani
Dimos Kaisariani (Kaisariani) är en kommun i Grekland.   Den ligger i prefekturen Nomarchía Athínas och regionen Attika, i den sydöstra delen av landet, 7 km öster om huvudstaden Aten. Antalet invånare är 26 458.